# Kunze-Knorr-Bremse

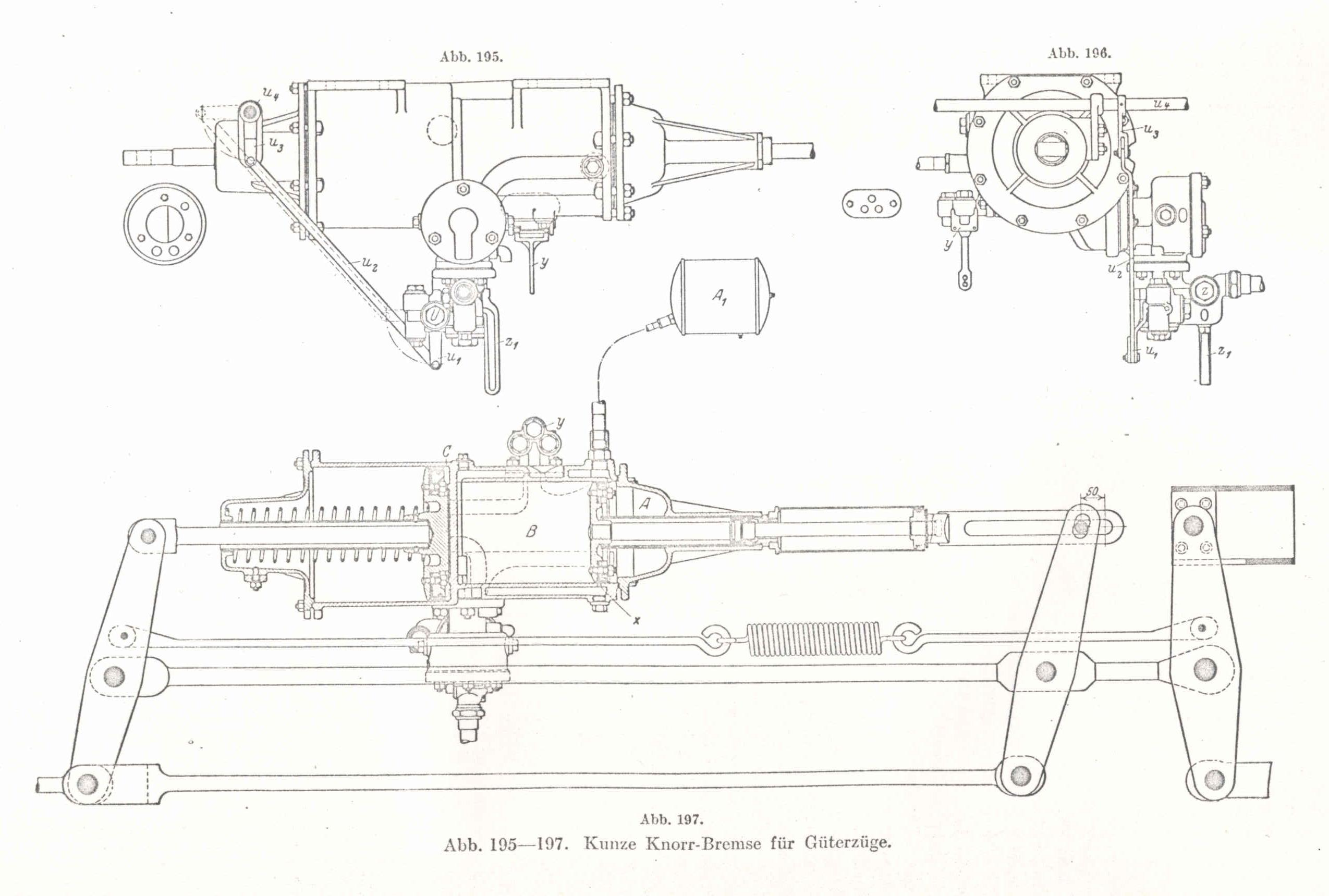
Kunze-Knorr-Güterzugbremse (Zeichnung)

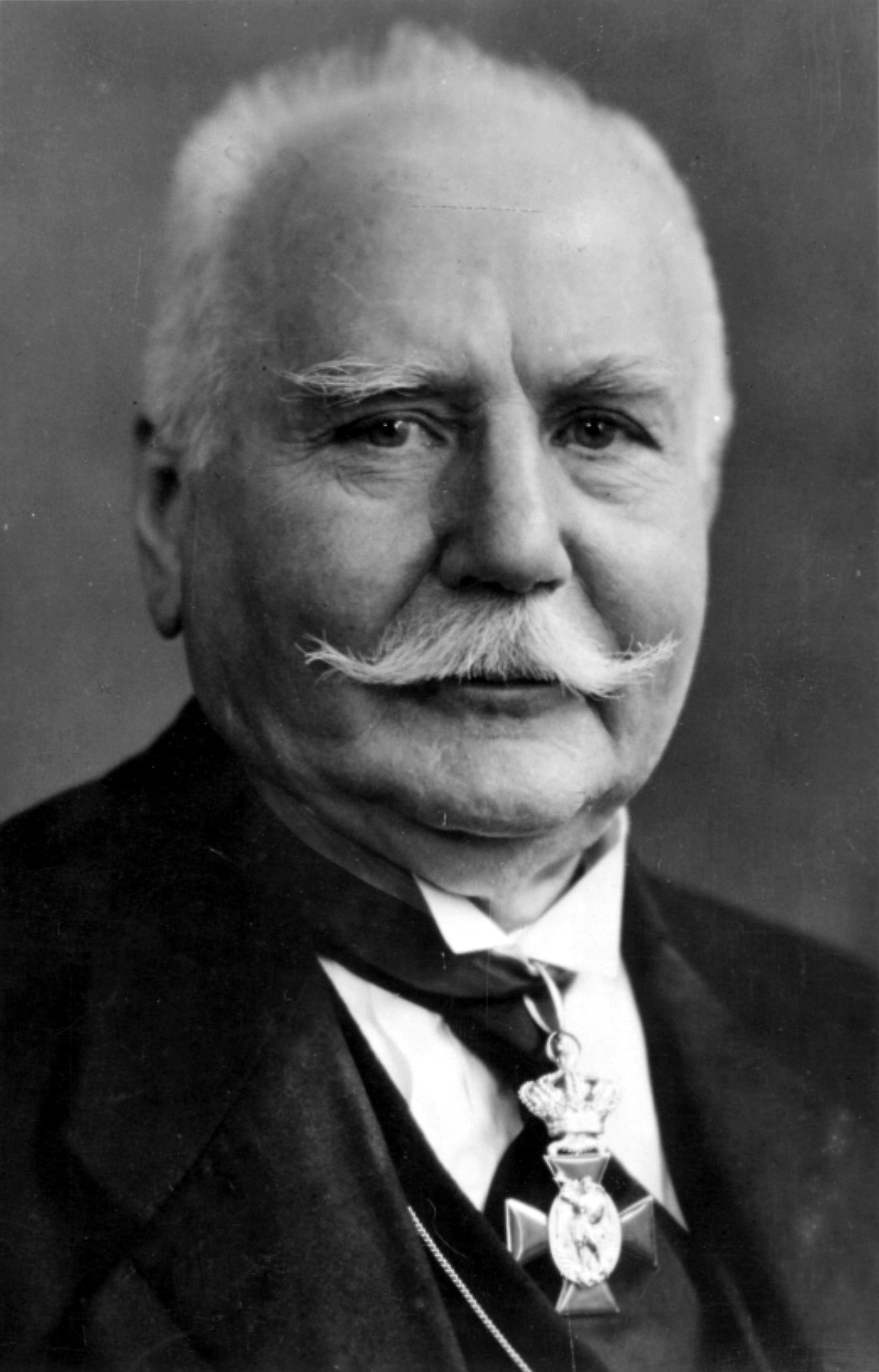
Bruno Kunze (1854–1935)

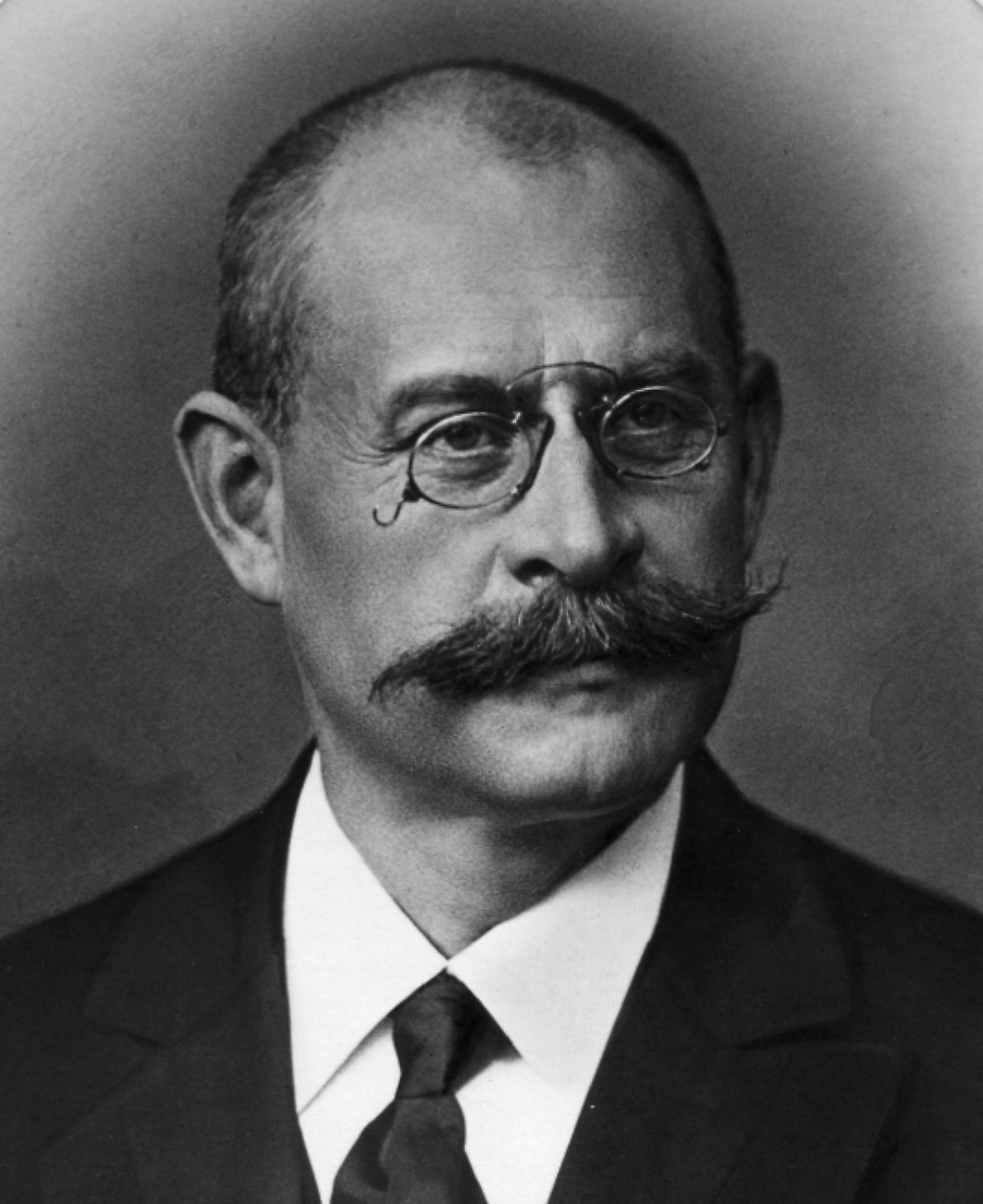
Georg Knorr (1859–1911)

Die Kunze-Knorr-Bremse (Kk-Bremse) ist eine selbsttätig wirkende und mehrlösige Druckluftbremse für Güter-, Personen- und Schnellzüge. Sie war die erste mehrlösige Druckluftbremse für Güterzüge in Europa. Mit ihrer Einführung konnte nach dem Ersten Weltkrieg in verschiedenen europäischen Ländern auch bei Güterzügen das Fahren mit besetzten Handbremsen abgelöst werden. Allein die Reichsbahn bezifferte die Kosten der von 1918 bis 1927 durchgeführten Ausrüstung der deutschen Güterwagen mit der Kunze-Knorr-Bremse auf 478,4 Mio. Reichsmark. Die durch die Beschleunigung des Güterverkehrs und die Einsparung des Bremserpersonals ermöglichte Betriebskostenersparnis bezifferte die Reichsbahn auf fast 96,3 Mio. Reichsmark jährlich.
In der Kunze-Knorr-Bremse wurden Anregungen des preußischen Oberbaurats Bruno Kunze (1854–1935) und Vorarbeiten des Gründers der Knorr-Bremse, Georg Knorr (1859–1911), verwirklicht. Sie war die erste durchgehende Druckluftbremse, mit der auch in langen Güterzügen die Bremskraft nicht nur stufenweise verstärkt, sondern auch stufenweise wieder gelöst werden konnte. Erreicht wird das durch die Verbindung eines Ein- mit einem Zweikammerbremszylinder zu einer Verbundbremse. Der Einkammerbremszylinder erzeugt den Hauptteil der Bremskraft, der Zweikammerzylinder gewährleistet die Mehrlösigkeit.
Die Kunze-Knorr-Bremse wurde in drei Ausführungen für Güterzüge (Kkg), Personenzüge (Kkp) und Schnellzüge (Kks) entwickelt. Die Ausführung für Güterwagen bietet die Möglichkeit mit dem Lastwechsel der Umstellung zwischen Leer- und Lastabbremsung. Die Personenzugausführung erhielt neben dem Steuerventil ein Beschleunigungsventil zur Erhöhung der Durchschlaggeschwindigkeit und eine Umstellmöglichkeit Güterzug–Personenzug (GP-Wechsel), jedoch wegen des bei Reisezugwagen deutlich kleineren Anteils der Nutz- an der Gesamtmasse keinen Lastwechsel. Die Schnellzugbremse erhielt zur Erzielung von Abbremsungen über 100 % größere Bremszylinderdurchmesser. Damit wurde es möglich, Züge auch bei Fahrgeschwindigkeiten über den bis dahin üblichen 90 bis 110 km/h innerhalb des Vorsignalabstandes von 700 Metern zum Stehen zu bringen. Um ein Blockieren der Radsätze bei steigendem Reibwert infolge der sinkenden Geschwindigkeit zu verhindern, besaß die Kks-Bremse außerdem einen zusätzlichen reibungsabhängigen Bremsdruckregler. Bei seinem Ansprechen reduziert sich die Abbremsung auf 80 % der Wagenmasse und damit auf denselben Wert, den auch die Kkp-Bremse erreicht. Beide Bremszylinder bilden bei der Kk-Bremse zusammen mit dem Steuerventil eine bauliche Einheit. Der Ein- und Ausbau dieser etwa 70 kg schweren Einheit in Überkopfhaltung erfordert mindestens drei Mitarbeiter und stellt den Hauptnachteil der Kk-Bremse dar.
Entwickelt und hergestellt wurde die Kunze-Knorr-Bremse von der Knorr-Bremse AG in Berlin. Produziert wurde sie auch von deren Tochterunternehmen Süddeutsche Bremsen-AG am heutigen Stammsitz der Knorr-Bremse AG in München. Insgesamt wurden, z. T. in Lizenz, etwa 550.000 Steuerventile der Kunze-Knorr-Bremse gefertigt. Ab etwa 1924 und endgültig 1925 wurden dann bei der Deutschen Reichsbahn alle Güterwagen, die noch nicht mit einer Kunze-Knorr-Bremse ausgestattet waren, aus dem Verkehr gezogen.
In den 1930er Jahren wurde sie von der Hildebrand-Knorr-Bremse (Hik) abgelöst. Vielerorts, etwa bei nicht modernisierten Wagen der Deutschen Reichsbahn, blieb sie aber noch mindestens bis in die 1960er Jahre regulär in Betrieb. Vereinzelt sind insbesondere Museumsfahrzeuge mit Kk-Bremse in Betrieb, die Bauart ist weiterhin zugelassen.